# جيمس بيك (مؤرخ)
جيمس بيك (بالإنجليزية: James Beck)‏ هو مؤرخ أمريكي، ولد في 14 مايو 1930 في نيو روتشيل في الولايات المتحدة، وتوفي في 26 مايو 2007 في مانهاتن في الولايات المتحدة.

## وصلات خارجية
- جيمس بيك على موقع IMDb (الإنجليزية)